# Túrkeve
Túrkeve je mesto na Madžarskem, ki upravno spada pod podregijo Mezőtúri Županije Jász-Nagykun-Szolnok.